# Copa Beach Soccer Chile
La Copa Beach Soccer Chile fue una competición internacional de federaciones de fútbol en la modalidad de fútbol playa organizada por el organismo que gobierna el fútbol mundial (FIFA) para las selecciones nacionales, bajo la licencia de Beach Soccer Worldwide en conjunto con la Asociación de Fútbol de Chile. Se disputó por primera vez en Chile en el año 2015.
La Beach Soccer Worldwide (Conocida también por la sigla BSWW) es la organización, asociada a la FIFA, responsable de la fundación y del crecimiento del deporte Fútbol de playa, quienes realizan diferentes torneos de este deporte alrededor del mundo, destacando principalmente la Copa Mundial de Fútbol Playa. En el año 2015 es realizada en Chile, por primera vez, un torneo de fútbol playa a través de esta institución.
En dicha primera edición, que se disputó en la Playa del deporte de Viña del Mar participaron 4 selecciones, entre ellas el anfitrión Chile y los invitados Argentina, Uruguay y México, siendo este último el primer campeón de este torneo.
La institución a cargo de la organización de este torneo, tiene la proyección a próximos años de expandir este torneo a más ciudades en el territorio chileno aparte de Viña del Mar, como La Serena, Iquique e incluso la Isla de Pascua.

## Sistema de campeonato
La primera edición de la Copa Beach Soccer Chile se disputó a modo de torneo cuadrangular, todos contra todos, el equipo que obtuviese mayor cantidad de puntos se coronaba como campeón de dicho torneo.
El sistema de puntaje está definido en las reglas de fútbol playa de la FIFA de la siguiente forma:
- El equipo que gane en el tiempo reglamentario suma 3 puntos.
- El equipo que gane en la prórroga o alargue suma 2 puntos.
- El equipo que gane a través de tiros desde el punto penal suma 1 punto.
- El equipo que pierda, mediante cualquier forma mencionada anteriormente, no suma puntos.

## Campeonatos
A continuación se presentan las ediciones realizadas de este torneo, detallando principales resultados y logros.
| Año          | Sede         | Campeón | Final Resultado | Subcampeón | Tercer lugar | Resultado | Cuarto lugar |
| ------------ | ------------ | ------- | --------------- | ---------- | ------------ | --------- | ------------ |
| 2015 Detalle | Viña del Mar | México  | Lig.            | Chile      | Argentina    | Lig.      | Uruguay      |

## Palmarés
| Equipo    | Campeón  | Subcampeón | Tercer lugar | Cuarto lugar |
| --------- | -------- | ---------- | ------------ | ------------ |
| México    | 1 (2015) |            |              |              |
| Chile     |          | 1 (2015)   |              |              |
| Argentina |          |            | 1 (2015)     |              |
| Uruguay   |          |            |              | 1 (2015)     |